# آرکوسور
آرکوسور (نام علمی: Archosaurus ) نام یک سرده از تیره نخست‌سوسماران است؛ که طولش ۱متر بوده‌است. و از خانواده ارکوسوروس هابوده.